# Antarcturus johnstoni
Antarcturus johnstoni là một loài chân đều trong họ Antarcturidae. Loài này được Hale miêu tả khoa học năm 1946.